# 바하칼리포르니아주

바하칼리포르니아 주

바하칼리포르니아주(스페인어: Baja California) 또는 하가주(下加州)는 멕시코 최북단과 최서단에 위치한 주로 주도는 멕시칼리이며 면적은 71,450km2, 인구는 3,337,543명(2013년 기준), 인구 밀도는 47명/km2이다. 1952년 1월 16일에 신설되었으며 5개 지방 자치체를 관할한다.
서쪽으로는 태평양, 동쪽으로는 소노라주와 미국 애리조나주, 칼리포르니아만, 남쪽으로는 바하칼리포르니아수르주, 북쪽으로는 미국 캘리포니아주와 접한다. 바하칼리포르니아수르 주와 구분하기 위해 바하칼리포르니아노르테 주(Baja California Norte)라고 부르기도 한다.

주기
주 문장

## 역사
원래 인디언들이 살던 땅이었다. 에스파냐가 이 지역을 정복하면서 멕시코 칼리포르니아 주에 편입되었다. 알타칼리포르니아 주가 분리되어 바하칼리포르니아 주와 바하칼리포르니아수르 주만 바하칼리포르니아 주로 남게 되었고, 미국은 바하칼리포르니아 주와 소노라주를 새로운 노예주로 편입하려는 계획을 세웠다.

## 지리
주는 북쪽에 미국 캘리포니아주가, 서쪽은 태평양에 위치해 있다. 동쪽은 소노라주와 코르테스 해가, 남쪽은 바하칼리포르니아수르주가 위치해 있다. 인구는 2,750,000명(2003년)으로 75% 이상이 티후아나와 메히칼리 (Mexicali)에 거주한다.

## 인구
| 연도                                      | 인구      | ±%      |
| ----------------------------------------- | --------- | ------- |
| 1895                                      | 42,875    | —       |
| 1900                                      | 7,583     | −82.3%  |
| 1910                                      | 9,760     | +28.7%  |
| 1921                                      | 23,537    | +141.2% |
| 1930                                      | 48,327    | +105.3% |
| 1940                                      | 78,907    | +63.3%  |
| 1950                                      | 226,965   | +187.6% |
| 1960                                      | 520,165   | +129.2% |
| 1970                                      | 870,421   | +67.3%  |
| 1980                                      | 1,177,886 | +35.3%  |
| 1990                                      | 1,660,855 | +41.0%  |
| 1995                                      | 2,112,140 | +27.2%  |
| 2000                                      | 2,487,367 | +17.8%  |
| 2005                                      | 2,844,469 | +14.4%  |
| 2010                                      | 3,155,070 | +10.9%  |
| 2015                                      | 3,315,766 | +5.1%   |
| 2020                                      | 3,769,020 | +13.7%  |
| 2015 data from Encuesta Intercensal 2015. |           |         |

## 관광
메히칼리는 바하 반도의 문화를 한층 깊게 느낄 수 있는 풍부한 역사 도시이다. 흥미로운 풍물 가게와 함께 멕시코 요리의 진수를 맛볼 수 있는 레스토랑들도 즐비하다. 바하 반도의 북서쪽에 위치한 로자리토(Rosarito)는 아름다운 해변, 온화한 기후, 찬란한 태양이 아름다운 세계적인 관광 도시이다.